# Issei Hatakeyama

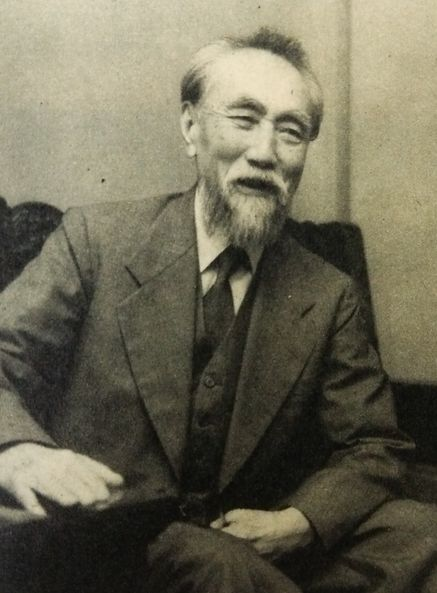
Issei Hatakeyama (1956)

Issei Hatakeyama (japanisch 畠山一清 Hatakeyama Issei; * 28. Dezember 1881 in Nanao, Präfektur Ishikawa; † 17. November 1971 in Tôkyô) war ein japanischer Ingenieur, Unternehmer und Sammler.

## Leben
Während seines Studiums des Maschinenbaus an der Kaiserlichen Universität Tôkyô entwickelte sich eine beruflich fruchtvolle Bekanntschaft mit Inokuchi Ariya (1856–1923), der ebenfalls aus Kanazawa stammte und mit dem er 1912, sechs Jahre nach Abschluss seines Studiums und Anstellungen in verschiedenen Firmen, ein eigenes Unternehmen gründete. Aus dieser Firma zur Weiterentwicklung und für den Vertrieb von Zentrifugalpumpen nach Inokuchis Modell entstanden 1920 die Ebara-Werke (Ebara seisakusho 荏原製作所), in denen Hatakeyama zunächst als Geschäftsführer tätig war, bevor er 1934 den Posten des Firmenpräsidenten übernahm. Für die Ebara-Werke war Issei Hatakeyama für Dutzende von Produkten, darunter Pumpen, Gebläse und Generatoren. Neben der Forschung war ihm die Nachwuchsförderung wichtig, weshalb er lange Zeit im japanischen Erfinderverein (Hatsumei kyôkai 発明協会) aktiv war, zeitweise in der Funktion des Vorstandsvorsitzenden.

## Sammler
Wie einige der Industriegrößen seiner Zeit praktizierte Issei Hatakeyama die japanische Teezeremonie (sadô 茶道) und fand zudem Gefallen an Nô 能. Er war Mitglied mehrerer Tee-Gesellschaften, darunter die überregional bekannten Daishi-kai (大師会) und Kôetsu-kai (光悦会), und pflegte darüber Kontakt zu Masuda Takashi (1848–1938), Kobayashi Ichizô (1873–1957) und Gotô Keita (1882–1959). Masuda war ihm in Geschmacksfragen und in seinem Werdegang als Sammler ein Vorbild. Seiner Verbundenheit verlieh er nach dessen Tod Ausdruck, indem er sich für die Fortführung von Masudas Daishi-kai einsetzte.
Hatakeyama gründete 1935 die Hatakeyama-Kulturstiftung (Hatakeyama bunka zaidan 畠山文化財団) und ließ später in einem kleinen Bereich seines Anwesens einen Ausstellungsraum errichten, um auch Leuten außerhalb der exklusiven Teezirkel Teile seiner Sammlung zugänglich zu machen. Dort eröffnete 1964 die Stiftung noch zu seinen Lebzeiten das Hatakeyama-Gedenkmuseum (Hatakeyama kinenkan 畠山記念館).
Das Museum verleiht Hatakeyamas Vorliebe für den Tee-Weg Ausdruck und ist von ihm selbst im traditionellen japanischen Stil entworfen. In das zweistöckige Hauptgebäude ist ein Teeraum mit einem Steingarten integriert, an die sich die Ausstellungsflächen anschließen. In der Gartenanlage im Außengelände befinden sich zwei weitere Teehäuser.
Die Sammlung besteht aus Tee-Utensilien, Nô-Kostümen und Kunstwerken aus den Bereichen Tuschmalerei, Kalligrafie, Lackkunst und Keramik. Gegenwärtig umfasst sie etwa 1300 Objekte, von denen sechs als Nationalschätze und 32 als wichtige Kulturgüter ausgezeichnet sind. Sie sind allesamt ostasiatischen Ursprungs, wobei der Schwerpunkt auf Japan und China liegt. Das älteste auf der Website des Museums vorgestellte Kunstwerk stammt aus der Heian-Zeit (794–1185), das jüngste aus der Edo-Zeit (1603–1868). Außer dass es sich um Artefakte aus vormodernen Epochen handelt, lässt sich kein zeitlicher Fokus erkennen. Aufgrund der räumlichen Gegebenheiten ist nur ein geringer Teil der Sammlung zu sehen. Die wechselnden Ausstellungen mit jeweils 40 bis 50 Exponaten finden viermal im Jahr statt und sind auf die Jahreszeiten abgestimmt.